# Maarkedal

Bandeira de Maarkedal

Maarkedal é um município belga situado na província de Flandres Oriental. O município é constituído pelas vilas de Etikhove, Maarke-Kerkem, Nukerke e Schorisse. Em 1 de janeiro de 2006, o município tinha uma população de 6.468 habitantes, uma área total de 45,63 km² e uma densidade populacional de 142 habitantes por km².